# Liste der Fahnenträger der Olympischen Sommerspiele 2016
Die Liste der Fahnenträger der Olympischen Spiele 2016 führt die Fahnenträger sowohl der Eröffnungsfeier am 5. August als auch der Schlussfeier am 22. August auf.
Beim Einmarsch der Nationen zogen Athleten aller teilnehmenden Länder ins Maracanã ein. Bei der Eröffnungsfeier wurden die einzelnen Teams von einem Fahnenträger aus den Reihen ihrer Sportler oder Offiziellen angeführt, der entweder von ihrem jeweiligen Nationalen Olympischen Komitee (NOK) oder von den Athleten selbst bestimmt wurde. Bei der Schlussfeier gingen die Fahnenträger separat vor allen anderen Athleten, die ein gemeinsames Feld bildeten, ohne zwischen den Nationalitäten zu unterscheiden.

## Reihenfolge
Der griechischen Mannschaft wurde traditionell der Platz an vorderster Stelle gewährt, ein Sonderstatus, der aus der Ausrichtung der antiken und ersten Spiele der Moderne in Griechenland herrührt. Die Gastgebernation Brasilien marschierte zuletzt. Die anderen Länder betraten das Stadion in alphabetischer Reihenfolge in der Sprache der Gastgebernation, in diesem Fall also Portugiesisch. Diese Reihenfolge entspricht sowohl der Tradition als auch den Statuten des Internationalen Olympischen Komitees (IOK).

## Liste der Fahnenträger
Nachfolgend führt eine Liste die Fahnenträger der Eröffnungs- und Schlussfeier aller teilnehmenden Nationen auf, sortiert nach der Abfolge ihres Einmarsches. Die Liste ist zudem sortierbar nach ihrem Staatsnamen, nach Mannschaftskürzel, nach Anzahl der Athleten, nach dem Nachnamen des Fahnenträgers und dessen Sportart.
| Abfolge | Nationalmannschaft                 | Kürzel | Athleten | Eröffnungsfeier             | Eröffnungsfeier            | Schlussfeier                  | Schlussfeier               |
| Abfolge | Nationalmannschaft                 | Kürzel | Athleten | Fahnenträger                | Sportart                   | Fahnenträger                  | Sportart                   |
| ------- | ---------------------------------- | ------ | -------- | --------------------------- | -------------------------- | ----------------------------- | -------------------------- |
| 1       | Griechenland                       | GRE    | 95       | Sofia Bekatorou             | Segeln                     | Ekaterini Stefanidi           | Leichtathletik             |
| 2       | Afghanistan                        | AFG    | 3        | Mohammad Tawfiq Bakhshi     | Judo                       | Volunteer                     | Volunteer                  |
| 3       | Südafrika                          | RSA    | 137      | Wayde van Niekerk           | Leichtathletik             | Caster Semenya                | Leichtathletik             |
| 4       | Albanien                           | ALB    | 6        | Luiza Gega                  | Leichtathletik             | Luiza Gega                    | Leichtathletik             |
| 5       | Deutschland                        | GER    | 425      | Timo Boll                   | Tischtennis                | Sebastian Brendel             | Kanu                       |
| 6       | Andorra                            | AND    | 5        | Laura Sallés                | Judo                       | Pol Moya                      | Leichtathletik             |
| 7       | Angola                             | ANG    | 25       | Luisa Kiala                 | Handball                   | Cristina Branco               | Handball                   |
| 8       | Antigua und Barbuda                | ANT    | 9        | Daniel Bailey               | Leichtathletik             | Noah Mascoll-Gomes            | Schwimmen                  |
| 9       | Saudi-Arabien                      | KSA    | 12       | Sulaiman Hamad              | Judo                       | Volunteer                     | Volunteer                  |
| 10      | Algerien                           | ALG    | 67       | Sonia Asselah               | Judo                       | Larbi Bourrada                | Leichtathletik             |
| 11      | Argentinien                        | ARG    | 213      | Luis Scola                  | Basketball                 | Paula Pareto                  | Judo                       |
| 12      | Armenien                           | ARM    | 33       | Wahan Mchitarjan            | Schwimmen                  | Artur Aleksanjan              | Ringen                     |
| 13      | Aruba                              | ARU    | 7        | Nicole van der Velden       | Segeln                     | Nicole van der Velden         | Segeln                     |
| 14      | Unabhängige Olympiateilnehmer      | IOA    | 9        | Volunteer                   | Volunteer                  | Volunteer                     | Volunteer                  |
| 15      | Australien                         | AUS    | 421      | Anna Meares                 | Radsport                   | Kim Brennan                   | Rudern                     |
| 16      | Österreich                         | AUT    | 71       | Liu Jia                     | Tischtennis                | Thomas Zajac                  | Segeln                     |
| 16      | Österreich                         | AUT    | 71       | Liu Jia                     | Tischtennis                | Tanja Frank                   | Segeln                     |
| 17      | Aserbaidschan                      | AZE    | 56       | Teymur Məmmədov             | Boxen                      | Hacı Əliyev                   | Ringen                     |
| 18      | Bahamas                            | BAH    | 28       | Shaunae Miller              | Leichtathletik             | Leevan Sands                  | Leichtathletik             |
| 19      | Bangladesch                        | BAN    | 7        | Siddikur Rahman             | Golf                       | Shamoli Ray                   | Bogenschießen              |
| 20      | Barbados                           | BAR    | 12       | Ramon Gittens               | Leichtathletik             | Akela Jones                   | Leichtathletik             |
| 21      | Bahrain                            | BRN    | 35       | Farhan Farhan               | Schwimmen                  | Alemu Bekele                  | Leichtathletik             |
| 22      | Belarus                            | BLR    | 121      | Wassil Kiryjenka            | Radsport                   | Iwan Zichan                   | Leichtathletik             |
| 23      | Belgien                            | BEL    | 108      | Olivia Borlée               | Leichtathletik             | Nafissatou Thiam              | Leichtathletik             |
| 24      | Belize                             | BIZ    | 3        | Brandon Jones               | Leichtathletik             | Brandon Jones                 | Leichtathletik             |
| 25      | Benin                              | BEN    | 6        | Yémi Apithy                 | Fechten                    | Yémi Apithy                   | Fechten                    |
| 26      | Bermuda                            | BER    | 8        | Tyrone Smith                | Leichtathletik             | Volunteer                     | Volunteer                  |
| 27      | Bolivien                           | BOL    | 12       | Ángela Castro               | Leichtathletik             | Ángela Castro                 | Leichtathletik             |
| 28      | Bosnien und Herzegowina            | BIH    | 11       | Amel Tuka                   | Leichtathletik             | Amel Tuka                     | Leichtathletik             |
| 29      | Botswana                           | BOT    | 12       | Nijel Amos                  | Leichtathletik             | Isaac Makwala                 | Leichtathletik             |
| 30      | Brunei                             | BRU    | 3        | Fakhri Ismail               | Leichtathletik             | Maizurah Abdul Rahim          | Leichtathletik             |
| 31      | Bulgarien                          | BUL    | 51       | Iwet Lalowa-Collio          | Leichtathletik             | Michaela Maewska              | Rhythmische Sportgymnastik |
| 32      | Burkina Faso                       | BUR    | 5        | Rachid Sidibé               | Judo                       | Angelika Ouedraogo            | Schwimmen                  |
| 33      | Burundi                            | BDI    | 9        | Olivier Irabaruta           | Leichtathletik             | Billy-Scott Irakoze           | Schwimmen                  |
| 34      | Bhutan                             | BHU    | 2        | Karma                       | Bogenschießen              | Lenchu Kunzang                | Schießen                   |
| 35      | Kap Verde                          | CPV    | 5        | Maria Andrade               | Taekwondo                  | Maria Andrade                 | Taekwondo                  |
| 36      | Kamerun                            | CMR    | 24       | Wilfried Ntsengue           | Boxen                      | Wilfried Ntsengue             | Boxen                      |
| 37      | Kambodscha                         | CAM    | 6        | Sorn Seavmey                | Taekwondo                  | Sorn Seavmey                  | Taekwondo                  |
| 38      | Kanada                             | CAN    | 314      | Rosannagh MacLennan         | Trampolinturnen            | Penny Oleksiak                | Schwimmen                  |
| 39      | Katar                              | QAT    | 38       | Ali bin Chalid Al Thani     | Reiten                     | Volunteer                     | Volunteer                  |
| 40      | Kasachstan                         | KAZ    | 104      | Ruslan Schaparow            | Taekwondo                  | Ruslan Schaparow              | Taekwondo                  |
| 41      | Cayman Islands                     | CAY    | 5        | Ronald Forbes               | Leichtathletik             | Lara Butler                   | Schwimmen                  |
| 42      | Zentralafrikanische Republik       | CAF    | 6        | Chloé Sauvourel             | Leichtathletik             | Chloé Sauvourel               | Schwimmen                  |
| 43      | Tschad                             | CHA    | 2        | Bibiro Ali Taher            | Leichtathletik             | Bibiro Ali Taher              | Leichtathletik             |
| 44      | Chile                              | CHI    | 42       | Erika Olivera               | Leichtathletik             | Bárbara Riveros Díaz          | Triathlon                  |
| 45      | Volksrepublik China                | CHN    | 413      | Lei Sheng                   | Fechten                    | Ding Ning                     | Tischtennis                |
| 46      | Zypern                             | CYP    | 16       | Pavlos Kontides             | Segeln                     | Leontia Kallenou              | Leichtathletik             |
| 47      | Kolumbien                          | COL    | 147      | Yuri Alvear Orjuela         | Judo                       | Ingrit Valencia               | Boxen                      |
| 48      | Komoren                            | COM    | 4        | Mohamed Nazlati             | Schwimmen                  | Soule Soilihi Athoumane       | Schwimmen                  |
| 49      | Republik Kongo                     | CGO    | 10       | Franck Elemba               | Leichtathletik             | Franck Elemba                 | Leichtathletik             |
| 50      | Demokratische Republik Kongo       | COD    | 4        | Rosa Keleku                 | Taekwondo                  | Rodrick Kuku                  | Judo                       |
| 51      | Cookinseln                         | COK    | 9        | Ella Nicholas               | Kanu                       | Alex Beddoes                  | Leichtathletik             |
| 52      | Südkorea                           | KOR    | 205      | Gu Bon-gil                  | Fechten                    | Kim Hyeon-woo                 | Ringen                     |
| 53      | Elfenbeinküste                     | CIV    | 12       | Murielle Ahouré             | Leichtathletik             | Philippe Kouassi              | Bogenschießen              |
| 54      | Costa Rica                         | CRC    | 10       | Nery Brenes                 | Leichtathletik             | Karen Cope Charles            | Beachvolleyball            |
| 55      | Kroatien                           | CRO    | 87       | Josip Pavić                 | Wasserball                 | Valent Sinković               | Rudern                     |
| 55      | Kroatien                           | CRO    | 87       | Josip Pavić                 | Wasserball                 | Martin Sinković               | Rudern                     |
| 56      | Kuba                               | CUB    | 120      | Mijaín López                | Ringen                     | Mijaín López                  | Ringen                     |
| 57      | Dänemark                           | DEN    | 122      | Caroline Wozniacki          | Tennis                     | Pernille Blume                | Schwimmen                  |
| 58      | Dschibuti                          | DJI    | 7        | Abdi Waiss Mouhyadin        | Leichtathletik             | Mohamed Ismail Ibrahim        | Leichtathletik             |
| 59      | Dominica                           | DMA    | 2        | Yordanys Durañona           | Leichtathletik             | Yordanys Durañona             | Leichtathletik             |
| 60      | Dominikanische Republik            | DOM    | 29       | Luguelin Santos             | Leichtathletik             | Luisito Pié                   | Taekwondo                  |
| 61      | Ägypten                            | EGY    | 120      | Ahmed El-Ahmar              | Handball                   | Hedaya Malak                  | Taekwondo                  |
| 62      | El Salvador                        | ESA    | 8        | Lilián Castro               | Schießen                   | Enrique Arathoon              | Segeln                     |
| 63      | Vereinigte Arabische Emirate       | UAE    | 13       | Nada al-Bedwawi             | Schwimmen                  | Saud al-Zaabi                 | Leichtathletik             |
| 64      | Ecuador                            | ECU    | 38       | Estefanía García            | Judo                       | Bayron Piedra                 | Leichtathletik             |
| 65      | Eritrea                            | ERI    | 12       | Volunteer                   | Volunteer                  | Tsegay Tuemay                 | Leichtathletik             |
| 66      | Slowakei                           | SVK    | 51       | Danka Barteková             | Schießen                   | Erik Vlček                    | Kanu                       |
| 67      | Slowenien                          | SLO    | 61       | Vasilij Žbogar              | Segeln                     | Tanja Žakelj                  | Radsport                   |
| 68      | Spanien                            | ESP    | 306      | Rafael Nadal                | Tennis                     | Jesús Ángel García            | Leichtathletik             |
| 69      | Föderierte Staaten von Mikronesien | FSM    | 5        | Jennifer Chieng             | Boxen                      | Volunteer                     | Volunteer                  |
| 70      | Vereinigte Staaten                 | USA    | 554      | Michael Phelps              | Schwimmen                  | Simone Biles                  | Turnen                     |
| 71      | Estland                            | EST    | 45       | Karl-Martin Rammo           | Segeln                     | Mart Seim                     | Gewichtheben               |
| 72      | Äthiopien                          | ETH    | 34       | Robel Kiros Habte           | Schwimmen                  | Almaz Ayana                   | Leichtathletik             |
| 73      | Mazedonien                         | MKD    | 6        | Anastasija Bogdanovski      | Schwimmen                  | Volunteer                     | Volunteer                  |
| 74      | Fidschi                            | FIJ    | 51       | Osea Kolinisau              | Rugby                      | Leslie Copeland               | Leichtathletik             |
| 75      | Philippinen                        | PHI    | 13       | Ian Lariba                  | Tischtennis                | Kirstie Alora                 | Taekwondo                  |
| 76      | Finnland                           | FIN    | 56       | Tuuli Petäjä                | Segeln                     | Antti Ruuskanen               | Leichtathletik             |
| 77      | Frankreich                         | FRA    | 395      | Teddy Riner                 | Judo                       | Teddy Riner                   | Judo                       |
| 78      | Gabun                              | GAB    | 6        | Anthony Obame               | Taekwondo                  | Anthony Obame                 | Taekwondo                  |
| 79      | Gambia                             | GAM    | 4        | Gina Bass                   | Leichtathletik             | Gina Bass                     | Leichtathletik             |
| 80      | Ghana                              | GHA    | 14       | Ekirikubinza Joshoa         | Schwimmen                  | Flings Owusu-Agyapong         | Leichtathletik             |
| 81      | Georgien                           | GEO    | 39       | Awtandil Tschrikischwili    | Judo                       | Lascha Talachadse             | Gewichtheben               |
| 82      | Großbritannien                     | GBR    | 366      | Andy Murray                 | Tennis                     | Kate Richardson-Walsh         | Hockey                     |
| 83      | Grenada                            | GRN    | 6        | Kirani James                | Leichtathletik             | Lindon Victor                 | Leichtathletik             |
| 84      | Guam                               | GUM    | 5        | Benjamin Schulte            | Schwimmen                  | Benjamin Schulte              | Schwimmen                  |
| 85      | Guatemala                          | GUA    | 21       | Ana Sofía Gómez             | Turnen                     | Juan Ignacio Maegli           | Segeln                     |
| 86      | Guyana                             | GUY    | 6        | Hannibal Gaskin             | Schwimmen                  | Troy Doris                    | Leichtathletik             |
| 87      | Guinea                             | GUI    | 5        | Mamadama Bangoura           | Judo                       | Mamadama Bangoura             | Judo                       |
| 88      | Äquatorialguinea                   | GEQ    | 2        | Reïna-Flor Okori            | Leichtathletik             | Reïna-Flor Okori              | Leichtathletik             |
| 89      | Guinea-Bissau                      | GBS    | 5        | Augusto Midana              | Ringen                     | Taciana Lima                  | Judo                       |
| 90      | Haiti                              | HAI    | 10       | Asnage Castelly             | Ringen                     | Jeffrey Julmis                | Leichtathletik             |
| 91      | Honduras                           | HON    | 26       | Rolando Palacios            | Leichtathletik             | Miguel Ferrera                | Taekwondo                  |
| 92      | Hongkong                           | HKG    | 38       | Stephanie Au                | Schwimmen                  | Chun Hing Chan                | Radsport                   |
| 93      | Ungarn                             | HUN    | 160      | Áron Szilágyi               | Fechten                    | Katinka Hosszú                | Schwimmen                  |
| 94      | Jemen                              | YEM    | 3        | Zeyad Mater                 | Leichtathletik             | Volunteer                     | Volunteer                  |
| 95      | Indien                             | IND    | 124      | Abhinav Bindra              | Schießen                   | Sakshi Malik                  | Ringen                     |
| 96      | Indonesien                         | INA    | 28       | Maria Natalia Londa         | Leichtathletik             | Volunteer                     | Volunteer                  |
| 97      | Iran                               | IRI    | 64       | Zahra Nemati                | Bogenschießen              | Hassan Yazdani                | Ringen                     |
| 98      | Irak                               | IRQ    | 23       | Waheed Abdul-Ridha          | Boxen                      | Volunteer                     | Volunteer                  |
| 99      | Irland                             | IRL    | 77       | Paddy Barnes                | Boxen                      | Gary O’Donovan                | Rudern                     |
| 100     | Island                             | ISL    | 8        | Þormóður Jónsson            | Judo                       | Hrafnhildur Lúthersdóttir     | Schwimmen                  |
| 101     | Israel                             | ISR    | 48       | Neta Rivkin                 | Rhythmische Sportgymnastik | Alona Koshevatskiy            | Rhythmische Sportgymnastik |
| 102     | Italien                            | ITA    | 309      | Federica Pellegrini         | Schwimmen                  | Daniele Lupo                  | Beachvolleyball            |
| 103     | Jamaika                            | JAM    | 68       | Shelly-Ann Fraser-Pryce     | Leichtathletik             | Javon Francis                 | Leichtathletik             |
| 104     | Japan                              | JPN    | 338      | Keisuke Ushiro              | Leichtathletik             | Keisuke Ushiro                | Leichtathletik             |
| 105     | Jordanien                          | JOR    | 8        | Hussein Iashaish            | Boxen                      | Ahmad Abughaush               | Taekwondo                  |
| 106     | Kiribati                           | KIR    | 3        | David Katoatau              | Gewichtheben               | Volunteer                     | Volunteer                  |
| 107     | Kosovo                             | KOS    | 8        | Majlinda Kelmendi           | Judo                       | Vijona Kryeziu                | Leichtathletik             |
| 108     | Laos                               | LAO    | 6        | Xaysa Anousone              | Leichtathletik             | Xaysa Anousone                | Leichtathletik             |
| 109     | Lesotho                            | LES    | 8        | Mosito Lehata               | Leichtathletik             | Inkululeko Suntele            | Boxen                      |
| 110     | Lettland                           | LAT    | 34       | Māris Štrombergs            | Radsport                   | Aleksejs Rumjancevs           | Kanu                       |
| 111     | Libanon                            | LIB    | 9        | Nacif Elias                 | Judo                       | Volunteer                     | Volunteer                  |
| 112     | Liberia                            | LBR    | 2        | Emmanuel Matadi             | Leichtathletik             | Emmanuel Matadi               | Leichtathletik             |
| 113     | Libyen                             | LBA    | 7        | Mohamed Hrezi               | Leichtathletik             | Volunteer                     | Volunteer                  |
| 114     | Liechtenstein                      | LIE    | 3        | Julia Hassler               | Schwimmen                  | Christoph Meier               | Schwimmen                  |
| 115     | Litauen                            | LTU    | 67       | Gintarė Scheidt             | Segeln                     | Edvinas Ramanauskas           | Kanu                       |
| 116     | Luxemburg                          | LUX    | 10       | Gilles Müller               | Tennis                     | Ni Xialian                    | Tischtennis                |
| 117     | Madagaskar                         | MAD    | 6        | Eliane Saholinirina         | Leichtathletik             | Asaramanitra Ratiarison       | Judo                       |
| 118     | Malaysia                           | MAS    | 32       | Chong Wei Lee               | Badminton                  | Chong Wei Lee                 | Badminton                  |
| 119     | Malawi                             | MAW    | 5        | Kefasi Chitsala             | Leichtathletik             | Kefasi Chitsala               | Leichtathletik             |
| 120     | Malediven                          | MDV    | 4        | Aminath Shajan              | Schwimmen                  | Afa Ismail                    | Leichtathletik             |
| 121     | Mali                               | MLI    | 6        | Djénébou Danté              | Leichtathletik             | Ismaël Coulibaly              | Taekwondo                  |
| 122     | Malta                              | MLT    | 7        | Andrew Chetcuti             | Schwimmen                  | Charlotte Wingfield           | Leichtathletik             |
| 123     | Marshallinseln                     | MHL    | 5        | Mathlynn Sasser             | Gewichtheben               | Colleen Furgeson              | Schwimmen                  |
| 124     | Marokko                            | MAR    | 51       | Abdelkebir Ouaddar          | Reiten                     | Wiam Dislam                   | Taekwondo                  |
| 125     | Mauritius                          | MRI    | 12       | Kate Foo Kune               | Badminton                  | Jonathan Drack                | Leichtathletik             |
| 126     | Mauretanien                        | MTN    | 2        | Jidou El Moctar             | Leichtathletik             | Volunteer                     | Volunteer                  |
| 127     | Mexiko                             | MEX    | 125      | Daniela Campuzano           | Radsport                   | María Espinoza                | Taekwondo                  |
| 128     | Mosambik                           | MOZ    | 6        | Joaquim Lobo                | Kanu                       | Joaquim Lobo                  | Kanu                       |
| 129     | Moldau                             | MDA    | 23       | Nicolai Ceban               | Radsport                   | Zalina Petrivskaya            | Leichtathletik             |
| 130     | Monaco                             | MON    | 3        | Brice Etès                  | Leichtathletik             | Volunteer                     | Volunteer                  |
| 131     | Mongolei                           | MGL    | 43       | Battulgyn Temüülen          | Judo                       | Dordschnjambuugiin Otgondalai | Boxen                      |
| 132     | Montenegro                         | MNE    | 34       | Bojana Popović              | Handball                   | Predrag Jokić                 | Wasserball                 |
| 133     | Myanmar                            | MYA    | 7        | San Naing                   | Leichtathletik             | Yan Naing Soe                 | Judo                       |
| 134     | Namibia                            | NAM    | 10       | Jonas Junias                | Boxen                      | Michelle Vorster              | Radsport                   |
| 135     | Nauru                              | NRU    | 2        | Elson Brechtefeld           | Gewichtheben               | Ovini Uera                    | Judo                       |
| 136     | Nepal                              | NEP    | 7        | Phupu Lamu Khatri           | Judo                       | Saraswati Bhattarai           | Leichtathletik             |
| 137     | Nicaragua                          | NCA    | 5        | Rafael Lacayo               | Schießen                   | Erick Rodríguez               | Leichtathletik             |
| 138     | Niger                              | NIG    | 6        | Abdoulrazak Issoufou Alfaga | Taekwondo                  | Abdoulrazak Issoufou Alfaga   | Taekwondo                  |
| 139     | Nigeria                            | NGR    | 75       | Olufunke Oshonaike          | Tischtennis                | Doreen Amata                  | Leichtathletik             |
| 140     | Norwegen                           | NOR    | 62       | Ole-Kristian Bryhn          | Schießen                   | Kari Aalvik Grimsbø           | Handball                   |
| 141     | Neuseeland                         | NZL    | 199      | Peter Burling               | Segeln                     | Lisa Carrington               | Kanu                       |
| 141     | Neuseeland                         | NZL    | 199      | Blair Tuke                  | Segeln                     | Lisa Carrington               | Kanu                       |
| 142     | Oman                               | OMA    | 4        | Hamed al-Khatri             | Schießen                   | Volunteer                     | Volunteer                  |
| 143     | Niederlande                        | NED    | 242      | Jeroen Dubbeldam            | Reiten                     | Sanne Wevers                  | Turnen                     |
| 144     | Palau                              | PLW    | 5        | Florian Temengil            | Ringen                     | Florian Temengil              | Ringen                     |
| 145     | Palästina                          | PLE    | 6        | Mayada Al-Sayed             | Leichtathletik             | Mary Al-Atrash                | Schwimmen                  |
| 146     | Panama                             | PAN    | 10       | Alonso Edward               | Leichtathletik             | Carolena Carstens             | Taekwondo                  |
| 147     | Papua-Neuguinea                    | PNG    | 8        | Ryan Pini                   | Schwimmen                  | Samantha Kassman              | Taekwondo                  |
| 148     | Pakistan                           | PAK    | 7        | Ghulam Mustafa Bashir       | Schießen                   | Volunteer                     | Volunteer                  |
| 149     | Paraguay                           | PAR    | 11       | Julieta Granada             | Golf                       | Carmen Martínez               | Leichtathletik             |
| 150     | Peru                               | PER    | 29       | Francisco Boza              | Schießen                   | David Torrence                | Leichtathletik             |
| 151     | Polen                              | POL    | 243      | Karol Bielecki              | Handball                   | Marta Walczykiewicz           | Kanu                       |
| 152     | Puerto Rico                        | PUR    | 42       | Jaime Yusept Espinal        | Ringen                     | Jaime Yusept Espinal          | Ringen                     |
| 153     | Portugal                           | POR    | 92       | João Rodrigues              | Segeln                     | Telma Monteiro                | Judo                       |
| 154     | Kenia                              | KEN    | 89       | Shehzana Anwar              | Bogenschießen              | Mercy Cherono                 | Leichtathletik             |
| 155     | Kirgisistan                        | KGZ    | 19       | Erkin Adylbek Uulu          | Boxen                      | Aissuluu Tynybekowa           | Ringen                     |
| 156     | Nordkorea                          | PRK    | 35       | Choe Jon-wi                 | Gewichtheben               | Yun Won-chol                  | Ringen                     |
| 157     | Rumänien                           | ROU    | 97       | Cătălina Ponor              | Turnen                     | Simona Pop                    | Fechten                    |
| 158     | Ruanda                             | RWA    | 8        | Adrien Niyonshuti           | Radsport                   | Claudette Mukasakindi         | Leichtathletik             |
| 159     | Russland                           | RUS    | 282      | Sergei Tetjuchin            | Volleyball                 | Swetlana Romaschina           | Synchronschwimmen          |
| 159     | Russland                           | RUS    | 282      | Sergei Tetjuchin            | Volleyball                 | Natalja Ischtschenko          | Synchronschwimmen          |
| 160     | Salomonen                          | SOL    | 3        | Jenly Tegu                  | Gewichtheben               | Rosefelo Siosi                | Leichtathletik             |
| 161     | Samoa                              | SAM    | 8        | Mary Opeloge                | Gewichtheben               | Alex Rose                     | Leichtathletik             |
| 162     | Amerikanisch-Samoa                 | ASA    | 4        | Tanumafili Jungblut         | Gewichtheben               | Benjamin Waterhouse           | Judo                       |
| 163     | San Marino                         | SMR    | 5        | Arianna Perilli             | Schießen                   | Alessandra Perilli            | Schießen                   |
| 164     | St. Lucia                          | LCA    | 5        | Levern Spencer              | Leichtathletik             | Jeanelle Scheper              | Leichtathletik             |
| 165     | St. Kitts und Nevis                | SKN    | 7        | Antoine Adams               | Leichtathletik             | Antoine Adams                 | Leichtathletik             |
| 166     | São Tomé und Príncipe              | STP    | 3        | Buly da Conceição Triste    | Kanu                       | Volunteer                     | Volunteer                  |
| 167     | St. Vincent und die Grenadinen     | VIN    | 4        | Kineke Alexander            | Leichtathletik             | Kineke Alexander              | Leichtathletik             |
| 168     | Seychellen                         | SEY    | 10       | Rodney Govinden             | Segeln                     | Lissa Labiche                 | Leichtathletik             |
| 169     | Senegal                            | SEN    | 22       | Isabelle Sambou             | Ringen                     | Adama Diatta                  | Ringen                     |
| 170     | Sierra Leone                       | SLE    | 4        | Bunturabie Jalloh           | Schwimmen                  | Hafsatu Kamara                | Leichtathletik             |
| 171     | Serbien                            | SRB    | 104      | Ivana Maksimović            | Schießen                   | Tijana Bogdanović             | Taekwondo                  |
| 172     | Singapur                           | SIN    | 25       | Zi Liang Derek Wong         | Badminton                  | Griselda Khng                 | Segeln                     |
| 173     | Syrien                             | SYR    | 7        | Majd Eddin Ghazal           | Leichtathletik             | Ghofrane Mohamed              | Leichtathletik             |
| 174     | Somalia                            | SOM    | 2        | Mohamed Daud Mohamed        | Leichtathletik             | Mohamed Daud Mohamed          | Leichtathletik             |
| 175     | Sri Lanka                          | SRI    | 9        | Anuradha Cooray             | Leichtathletik             | Anuradha Cooray               | Leichtathletik             |
| 176     | Swasiland                          | SWZ    | 2        | Sibusiso Matsenjwa          | Leichtathletik             | Phumlile Ndzinisa             | Leichtathletik             |
| 177     | Sudan                              | SUD    | 6        | Abdalla Targan              | Leichtathletik             | Volunteer                     | Volunteer                  |
| 178     | Südsudan                           | SSD    | 3        | Guor Marial                 | Leichtathletik             | Guor Marial                   | Leichtathletik             |
| 179     | Schweden                           | SWE    | 152      | Therese Alshammar           | Schwimmen                  | Emma Johansson                | Radsport                   |
| 180     | Schweiz                            | SUI    | 104      | Giulia Steingruber          | Turnen                     | Nino Schurter                 | Radsport                   |
| 181     | Suriname                           | SUR    | 6        | Sören Opti                  | Badminton                  | Volunteer                     | Volunteer                  |
| 182     | Tadschikistan                      | TJK    | 7        | Dilshod Nazarov             | Leichtathletik             | Anwar Junussow                | Boxen                      |
| 183     | Thailand                           | THA    | 54       | Ratchanok Intanon           | Badminton                  | Boonthung Srisung             | Leichtathletik             |
| 184     | Chinesisch Taipeh                  | TPE    | 60       | Isheau Wong                 | Reiten                     | Hsu Shu-ching                 | Gewichtheben               |
| 185     | Tansania                           | TAN    | 7        | Andrew Thomas Mlugu         | Judo                       | Alphonce Simbu                | Leichtathletik             |
| 186     | Tschechien                         | CZE    | 105      | Lukáš Krpálek               | Judo                       | Josef Dostál                  | Kanu                       |
| 187     | Osttimor                           | TLS    | 3        | Francelina Cabral           | Radsport                   | Augusto Ramos Soares          | Leichtathletik             |
| 188     | Togo                               | TOG    | 5        | Adzo Kpossi                 | Schwimmen                  | Adzo Kpossi                   | Schwimmen                  |
| 189     | Tonga                              | TGA    | 7        | Pita Taufatofua             | Taekwondo                  | Siueni Filimone               | Leichtathletik             |
| 190     | Trinidad und Tobago                | TTO    | 32       | Keshorn Walcott             | Leichtathletik             | Cleopatra Borel               | Leichtathletik             |
| 191     | Tunesien                           | TUN    | 61       | Oussama Mellouli            | Schwimmen                  | Oussama Oueslati              | Taekwondo                  |
| 192     | Turkmenistan                       | TKM    | 9        | Merdan Ataýew               | Schwimmen                  | Volunteer                     | Volunteer                  |
| 193     | Türkei                             | TUR    | 103      | Riza Kayaalp                | Ringen                     | Taha Akgül                    | Ringen                     |
| 194     | Tuvalu                             | TUV    | 1        | Etimoni Timuani             | Leichtathletik             | Volunteer                     | Volunteer                  |
| 195     | Ukraine                            | UKR    | 203      | Mykola Milchev              | Schießen                   | Olha Charlan                  | Fechten                    |
| 196     | Uganda                             | UGA    | 21       | Joshua Tibatemwa            | Schwimmen                  | Halimah Nakaayi               | Leichtathletik             |
| 197     | Uruguay                            | URU    | 17       | Dolores Moreira             | Segeln                     | Emiliano Lasa                 | Leichtathletik             |
| 198     | Usbekistan                         | UZB    | 70       | Bahodir Jalolov             | Boxen                      | Bektemir Meliqoʻziyev         | Boxen                      |
| 199     | Vanuatu                            | VAN    | 4        | Yoshua Shing                | Tischtennis                | Volunteer                     | Volunteer                  |
| 200     | Venezuela                          | VEN    | 87       | Rubén Limardo               | Fechten                    | Stefany Hernández             | Radsport                   |
| 201     | Vietnam                            | VIE    | 23       | Vũ Thành An                 | Fechten                    | Volunteer                     | Volunteer                  |
| 202     | Amerikanische Jungferninseln       | ISV    | 7        | Cy Thompson                 | Segeln                     | Clayton Laurent               | Boxen                      |
| 203     | Britische Jungferninseln           | IVB    | 4        | Ashley Kelly                | Leichtathletik             | Volunteer                     | Volunteer                  |
| 204     | Sambia                             | ZAM    | 7        | Mathews Punza               | Judo                       | Gerald Phiri                  | Leichtathletik             |
| 205     | Simbabwe                           | ZIM    | 31       | Kirsty Coventry             | Schwimmen                  | Kirsty Coventry               | Schwimmen                  |
| 206     | Refugee Olympic Team               | ROT    | 10       | Rose Lokonyen               | Leichtathletik             | Popole Misenga                | Judo                       |
| 207     | Brasilien                          | BRA    | 465      | Yane Marques                | Moderner Fünfkampf         | Isaquias Queiroz              | Kanu                       |

## Nach Sportarten
| Sportart                   | Eröffnungsfeier | Bisherige Anzahl | Schlussfeier | Bisherige Anzahl |
| -------------------------- | --- | ---------------- | --- | ---------------- |
| Badminton                  | Malaysia Mauritius Singapur Suriname Thailand | 05               | Malaysia | 01               |
| Basketball                 | Argentinien | 01               | | 0                |
| Beachvolleyball            | | 0                | Costa Rica Italien | 02               |
| Bogenschießen              | Bhutan Iran Kenia | 03               | Bangladesch Elfenbeinküste | 02               |
| Boxen                      | Aserbaidschan Kamerun Mikronesien Foderierte Staaten Irak Irland Jordanien Namibia Kirgisistan Usbekistan | 09               | Kamerun Kolumbien Lesotho Mongolei Tadschikistan Usbekistan Jungferninseln Amerikanische | 07               |
| Fechten                    | Benin China Volksrepublik Korea Sud Ungarn Venezuela Vietnam | 06               | Benin Rumänien Ukraine | 03               |
| Gerätturnen                | Kanada Guatemala Rumänien Schweiz | 04               | Vereinigte Staaten Niederlande | 02               |
| Gewichtheben               | Kiribati Marshallinseln Nauru Korea Nord Salomonen Samoa Samoa Amerikanisch | 07               | Estland Georgien Chinesisch Taipeh | 03               |
| Golf                       | Bangladesch Paraguay | 02               | | 0                |
| Handball                   | Angola Agypten Montenegro Polen | 07               | Angola Norwegen | 02               |
| Hockey                     | | 0                | Vereinigtes Konigreich | 01               |
| Judo                       | Afghanistan 2002 Andorra Saudi-Arabien Algerien Burkina Faso Kolumbien Ecuador Frankreich Georgien Guinea-a Island Jemen Kosovo Libanon Mongolei Nepal Tansania Tschechien Sambia | 019              | Argentinien Kongo Demokratische Republik Frankreich Guinea-a Guinea-Bissau Madagaskar Myanmar Nauru Portugal Samoa Amerikanisch Refugee Olympic Team | 011              |
| Kanu                       | Cookinseln Mosambik Sao Tome und Principe | 03               | Deutschland Slowakei Lettland Litauen Mosambik Neuseeland Polen Tschechien Brasilien | 09               |
| Leichtathletik             | Sudafrika Albanien Niederlandische Antillen Bahamas Barbados Belgien Belize 1981 Bermuda Bolivien Bosnien und Herzegowina Botswana Brunei Bulgarien Burundi Cayman Islands Zentralafrikanische Republik Tschad Chile Kongo Republik Elfenbeinküste Costa Rica Dschibuti Dominica Dominikanische Republik Gambia Grenada Äquatorialguinea Honduras 1949 Indonesien Jamaika Japan Laos Lesotho Liberia Libyen Madagaskar Malawi Mali Mauretanien Monaco Myanmar Palastina Autonomiegebiete Panama Saint Lucia Saint Vincent Grenadinen Syrien Somalia Sri Lanka Swasiland Sudan Sudsudan Tadschikistan Trinidad und Tobago Tuvalu Jungferninseln Britische Refugee Olympic Team | 053              | Griechenland Sudafrika Albanien Andorra Algerien Bahamas Barbados Belarus Belgien Belize 1981 Bolivien Bosnien und Herzegowina Botswana Brunei Tschad Zypern Republik Kongo Republik Cookinseln Dschibuti Dominica Vereinigte Arabische Emirate Ecuador Eritrea Spanien Athiopien Fidschi Finnland Gambia Ghana Grenada Guyana Äquatorialguinea Haiti Jamaika Japan Kosovo Laos Liberia Libyen Malawi Malediven Malta Mauritius Moldau Republik Nepal Nicaragua Nigeria Paraguay Peru Kenia Ruanda Salomonen Samoa Saint Lucia Saint Kitts Nevis Saint Vincent Grenadinen Seychellen Sierra Leone Syrien Somalia Sri Lanka Swasiland Sudsudan Thailand Tansania Osttimor Tonga Trinidad und Tobago Uganda Uruguay Sambia | 068              |
| Moderner Fünfkampf         | Brasilien | 01               | | 0                |
| Radsport                   | Australien Belarus 1995 Lettland Mexiko Moldau Republik Ruanda Osttimor | 07               | Slowenien Hongkong Namibia Schweden Schweiz Venezuela | 06               |
| Reiten                     | Katar Marokko Niederlande Chinesisch Taipeh | 04               | | 0                |
| Rhythmische Sportgymnastik | Israel | 01               | Bulgarien Israel | 02               |
| Ringen                     | Kuba Guinea-Bissau Haiti Puerto Rico Senegal Turkei | 06               | Armenien Aserbaidschan Kuba Indien Iran Palau Puerto Rico Kirgisistan Korea Nord Senegal Turkei | 011              |
| Rudern                     | | 0                | Australien Kroatien Irland | 03               |
| Rugby                      | Fidschi | 01               | | 0                |
| Schießen                   | El Salvador Slowakei Indien Nicaragua Norwegen Oman Pakistan Peru San Marino Serbien Ukraine | 011              | Bhutan San Marino | 02               |
| Schwimmen                  | Armenien Komoren Vereinigte Arabische Emirate Vereinigte Staaten Athiopien Mazedonien 1995 Ghana Guam Guyana Hongkong Italien Liechtenstein Malediven Malta Papua-Neuguinea Sierra Leone Schweden Togo Tunesien Turkmenistan Uganda Simbabwe | 022              | Niederlandische Antillen Burkina Faso Burundi Kanada Cayman Islands Zentralafrikanische Republik Komoren Danemark Guam Ungarn Island Liechtenstein Marshallinseln Palastina Autonomiegebiete Togo Simbabwe | 016              |
| Segeln                     | Griechenland Aruba Zypern Republik Slowenien Estland Finnland Litauen Neuseeland Portugal Seychellen Uruguay Jungferninseln Amerikanische | 012              | Aruba Osterreich El Salvador Guatemala Singapur | 05               |
| Synchronschwimmen          | | 0                | Russland | 01               |
| Taekwondo                  | Kap Verde Kambodscha Kasachstan Kongo Demokratische Republik Gabun Niger Tonga | 07               | Kap Verde Kambodscha Kasachstan Dominikanische Republik Agypten Philippinen Gabun Honduras 1949 Jordanien Mali Marokko Mexiko Niger Panama Papua-Neuguinea Serbien | 016              |
| Tennis                     | Danemark Spanien Vereinigtes Konigreich Luxemburg | 05               | | 0                |
| Tischtennis                | Deutschland Osterreich Philippinen Nigeria Vanuatu | 05               | China Volksrepublik Luxemburg | 02               |
| Triathlon                  | | 0                | Chile | 01               |
| Volleyball (Halle)         | Russland | 01               | | 0                |